# Мадонна Орлеанская
«Мадонна Орлеанского дома» (фр. La Madone de la maison d'Orléans) — небольшая «мадонна» из собрания Орлеанского дома в Шантийи, относящаяся к флорентийскому периоду творчества Рафаэля Санти (ок. 1507). По одной из версий, написана по заказу урбинского герцога Гвидобальдо Монтефельтро в одно время с «Мадонной с безбородым Иосифом» и «Мадонной в зелени».

## История владельцев
В начале XVI века картину, находившуюся в собрании савойского герцога Карла III, несколько раз копировал пьемонтский художник Джованни Мартино Спанцотти. «Небольшая флорентийская картина» упомянута и в его письме к герцогу. Очевидно, в отстававшем от Флоренции в художественном отношении Турине полотно Рафаэля считалось диковиной и пользовалось незаурядным успехом. Собрание вдовствующей савойской герцогини Кристины насчитывало уже четыре работы Рафаэля. В 1647 г. все они были похищены из её замка.
Следы картины вновь обнаруживаются в 1729 г. в каталоге эстампов, заказанном Пьером Кроза. В нём владельцем «мадонны» назван епископ Памье, который позднее продал её регенту Филиппу Орлеанскому. Картина украшала интерьер Пале-Рояля до 1791 года, когда Филипп Эгалите, чтобы погасить колоссальные долги, продал унаследованные от предков работы великих итальянцев банкиру Эдуару де Валькье. Его кузен Лаборд де Мервиль 7 лет спустя устроил распродажу в Лондоне. По итогам аукциона вся коллекция была приобретена сложившимися по этому случаю британскими лордами Бриджуотером, Гауэром и Карлейлем, однако «Мадонна Орлеанского дома» сразу же была направлена на перепродажу.
Пройдя через руки нескольких бельгийских и французских коллекционеров, включая маркиза Агвадо, «Мадонна Орлеанского дома» в 1869 г. была выкуплена герцогом Омальским, который поместил её в своём поместье Шантийи рядом с другими работами Рафаэля — «Тремя грациями» и «Мадонной Лорето».

## Характеристика
В отличие от большинства работ Рафаэля, Мария изображена не на фоне пейзажа, а в тесном домашнем интерьере, на слабо освещённом фоне с едва выступающими из мрака полками, где различимы банки со снадобьями. Столь необычный для Рафаэля интерьерный фон может быть объяснён влиянием «Святого Иеронима» Яна ван Эйка, где реторты и пробирки толкуются аллегорически. Рафаэль мог видеть картину ван Эйка в собрании Медичи.
Трёхцветный наряд Марии хорошо известен по другим работам Рафаэля (например, по «Прекрасной садовнице»). Диагональная поза младенца довольно необычна, а его голова несёт печать сходства с младенцами Микеланджело (например, в «Мадонне из Брюгге»). Причёска Марии близка к убору Рафаэлевой «Дамы с единорогом», которая была написана примерно в одно время с «Мадонной Орлеанского дома».